# Alfons Schneider
Alfons Schneider (* 29. August 1923 in Regensburg; † 28. Dezember 2011 ebenda) war ein deutscher Politiker (SPD).

## Leben
Schneiders Eltern starben, als er elf war, sodass er von da an in einem Waisenhaus aufwuchs. Er besuchte die Volksschule und das Gymnasium in Regensburg, ehe er in die Wehrmacht berufen wurde. Nach seiner Entlassung aus der amerikanischen Kriegsgefangenschaft begann er eine Ausbildung zum Lehrer, ebenfalls in Regensburg. Er legte beide Prüfungen zum Lehramt ab, eine davon in Amberg. 1951 begann er dann als Lehrer zu arbeiten, nebenamtlich auch an der Berufsschule. Schneider gehörte von 1966 an dem Regensburger Stadtrat und von 1970 bis 1978 dem Bayerischen Landtag an.

## Auszeichnungen
- 1985: Silberne Bürgermedaille der Stadt Regensburg